# Рікардо Ферретті
Рікардо Ферретті (ісп. Ricardo Ferretti, нар. 22 лютого 1954, Ріо-де-Жанейро) — бразильський та мексиканський футболіст, що грав на позиції нападника. По завершенні ігрової кар'єри — тренер. З 2010 року очолює тренерський штаб команди «УАНЛ Тигрес».

## Ігрова кар'єра
У дорослому футболі дебютував 1971 року виступами за команду «Ботафогу», в якій провів чотири сезони, взявши участь у 39 матчах чемпіонату. Згодом з 1975 по 1977 рік грав на батьківщині у складі команд «ССА Масейо», «Васко да Гама» та «Бонсусессо».
У 1997 році він переїхав до Мексики, де став футболістом клубу «Атлас». Відігравши сезон Ферретті покинув клуб з Гвадалахари і перейшов в «УНАМ Пумас». З новою командою він досяг великих успіхів, двічі вигравши мексиканську Прімеру і Лігу чемпіонів КОНКАКАФ, а також завоювавши Міжамериканський кубок. У складі «пум» Рікардо провів 293 матчі і забив 120 голів у всіх турнірах, ставши другим найкращим бомбардиром в історії клубу після свого співвітчизника Кабіньо.
У 1985 році Ферретті покинув УНАМ і без особливого успіху виступав за клуби «Депортіво Неса» і «Монтеррей». У 1988 році Рікардо перейшов до «Толуки». У новій команді він реанімував кар'єру. Ферретті допоміг «Толуці» завоювати Кубок Мексики і провів за неї більше ста матчів.
У 1990 році Рікардо повернувся в «УНАМ Пумас», де і завершив кар'єру після закінчення сезону.

## Кар'єра тренера
Розпочав тренерську кар'єру відразу ж по завершенні кар'єри гравця, 1991 року, очоливши тренерський штаб клубу «УНАМ Пумас», де пропрацював з 1991 по 1996 рік (загальний баланс: 192 матчі чемпіону — 77 перемог / 55 нічиїх / 60 поразок). Також у цей час він кілька разів співпрацював з Мексиканською футбольною асоціацією — у червні 1993 року він очолив резервну збірну Мексики у товариській грі з Коста-Рикою (2:0), оскільки команда на чолі з Мігелем Мехією Бароном тоді була в Еквадорі, беручи участь у турнірі Кубка Америки, а у 1995 році Ферретті очолив молодіжну збірну Мексики під час турніру в Тулоні — його гравці, однак, були вибуті на груповому етапі, посівши третє місце після двох перемог (2:1 з Шотландією та 1:0 з Південною Кореєю) та однієї поразки (0:5 з Францією).
1996 року став головним тренером команди «Гвадалахара». З новою командою він зміг виграти чемпіонат Верано 1997 року. Після відходу з «Гвадалахари» 2000 року Ферретті протягом трьох сезонів очолював УАНЛ Тигрес.
У 2003 році Рікардо очолив «Толуку», яку в тому ж році привів до перемоги в Лізі чемпіонів КОНКАКАФ. У 2005 і 2006 роках Рікардо тренував «Тигрес» і «Монаркас Морелія».

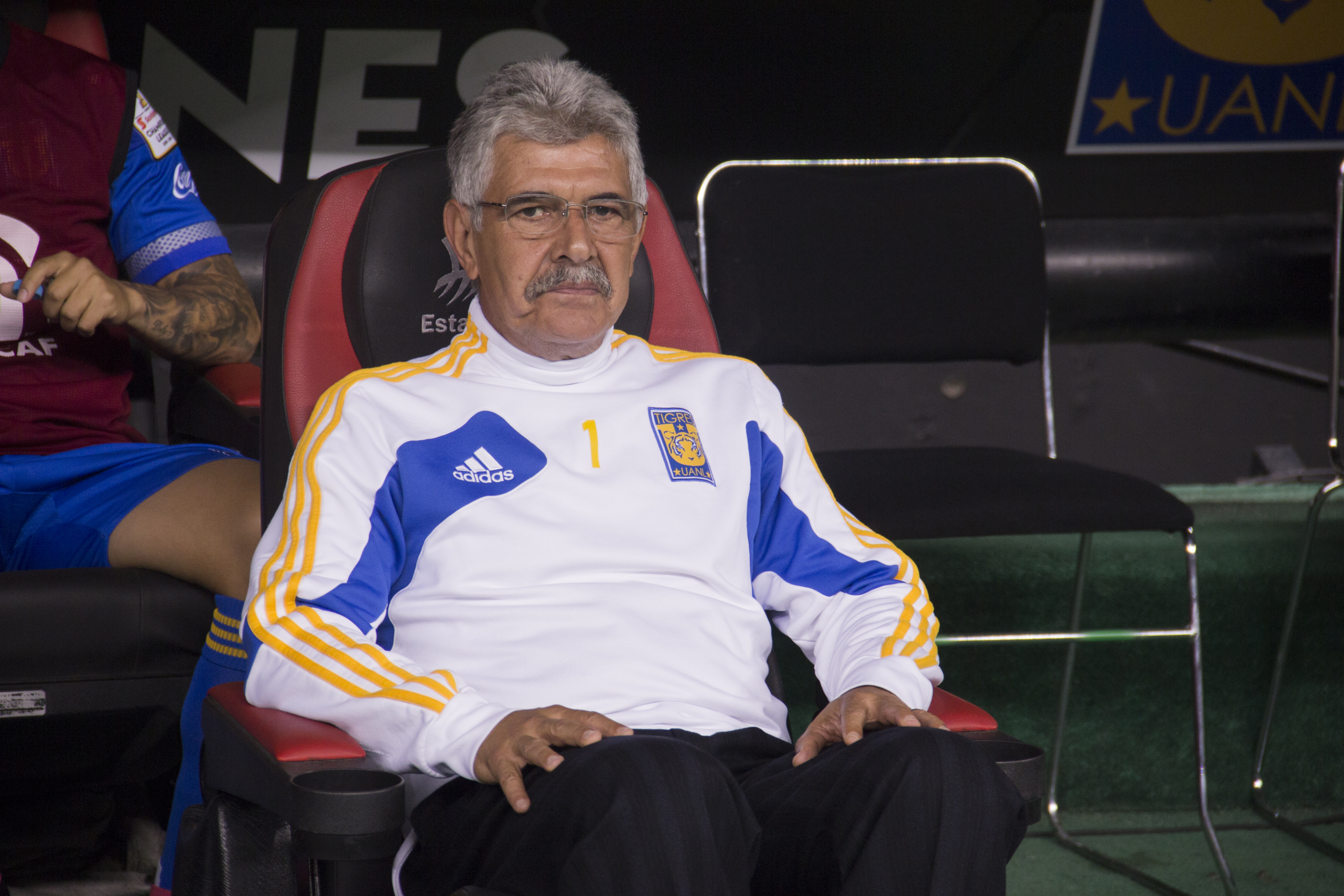
Рікардо Ферретті на фіналі Ліги чемпіонів КОНКАКАФ 2016 року як тренер «УАНЛ Тигрес».

Згодом протягом 2006—2010 років знову очолював тренерський штаб клубу «УНАМ Пумас» і 2009 році зробив «пум» чемпіонами Мексики.
У 2010 році Ферретті знову став головним тренером «УАНЛ Тигрес». У 2011 році він виграв з командою чемпіонат, а в 2015 році вивів команду у фінал Кубка Лібертадорес. У тому ж році Рікардо вдруге зробив «тигрів» чемпіонами країни, повторивши це досягнення і в наступних двох роках.
У 2015 році Ферретті був призначений виконуючим обов'язки головного тренера збірної Мексики. Під його керівництвом мексиканці виграли плей-офф Кубка Конфедерації 2017 року у США (3:2) і провели товариські матчі з Тринідадом і Тобаго (3:3), Аргентиною (1:1) і Панамою (1:0). У серпні 2018 знову обійняв цю посаду, на якій перебував до листопада.
2019 року Ферретті з «УАНЛ Тигрес» вп'яте став чемпіоном Мексики, а наступного виграв і Лігу чемпіонів КОНКАКАФ, вперше в історії команди. Це дозволило Ферретті поїхати з «тиграми» на клубний чемпіонат світу в Катарі, де вони стали фіналістами турніру.

## Титули і досягнення

### Як гравця
- Чемпіон Мексики (2):

«УНАМ Пумас»: 1980–81, 1990–91
- Володар Кубка Мексики (1):

«Толука»: 1988–89
- Володар Кубка чемпіонів КОНКАКАФ (2):

«УНАМ Пумас»: 1980, 1982
- Володар Міжамериканського кубка (1):

Рікардо Ферретті з трофеями, виграними з «УАНЛ Тигрес».

«УНАМ Пумас»: 1980

### Як тренера
- Чемпіон Мексики (7):

«Гвадалахара»: Верано 1997
«УНАМ Пумас»: Клаусура 2009
«УАНЛ Тигрес»: Апертура 2011, Апертура 2015, Апертура 2016, Апертура 2017, Клаусура 2019
- Володар Кубка Мексики (1):

«УАНЛ Тигрес»: Клаусура 2014
- Володар Суперкубка Мексики (4):

«Толука»: 2003
«УАНЛ Тигрес»: 2016, 2017, 2018
- Володар Кубка / Ліги чемпіонів КОНКАКАФ (2):

«Толука»: 2003
«УАНЛ Тигрес»: 2020
- Володар Кубка КОНКАКАФ (1):

Мексика: 2015